# (282) Clorinda
(282) Clorinda es un asteroide perteneciente al cinturón de asteroides descubierto el 28 de enero de 1889 por Auguste Honoré Charlois desde el observatorio de Niza, Francia.
Está posiblemente nombrado por Clorinda, un personaje del poema épico de Torquato Tasso, Jerusalén liberada.